# Зюзинский сельсовет (Астраханская область)
Зю́зинский сельсове́т — упразднённое в 2018 году сельское поселение в Икрянинском районе Астраханской области Российской Федерации.
Административный центр — село Зюзино.

## История
В соответствии с Законом Астраханской области от 6 августа 2004 года № 43/2004-ОЗ сельсовет наделён статусом сельского поселения.
В соответствии с Законом Астраханской области от 5 апреля 2018 года № 31/2018-ОЗ Зюзинский и Мумринский сельсоветы были объединены в Мумринский сельсовет.

## Население
| 2006 | 2010 | 2012 | 2013 | 2014 | 2015 | 2016 |
| ---- | ---- | ---- | ---- | ---- | ---- | ---- |
| 534  | ↗540 | ↗544 | ↘529 | ↘528 | ↗534 | ↘520 |
| 2017 | 2018 |      |      |      |      |      |
| ↘519 | ↘513 |      |      |      |      |      |

## Состав сельского поселения
В состав сельского поселения входил, на момент упразднения, один населённый пункт:
| № | Населённый пункт | Тип населённого пункта       | Население   |
| - | ---------------- | ---------------------------- | ----------- |
| 1 | Зюзино           | село, административный центр | ↗540 (2010) |

### Упразднённые населённые пункты
В 2017 году упразднён опустевший (Население ↘0 (2010)) посёлок Бакланий (Закон Астраханской области от 21 ноября 2017 года